# توماس لورينزو
توماس لورينزو (بالإنجليزية: Thomas Lorenzo)‏ هو عازف جاز وملحن أسترالي، ولد في 11 يناير 1964 في ولونغونغ في أستراليا.

## وصلات خارجية
- الموقع الرسمي
- توماس لورينزو على موقع ميوزك برينز (الإنجليزية)
- توماس لورينزو على موقع ديسكوغز (الإنجليزية)